# ウィリアム・ハドソン (俳優)
ウィリアム・ハドソン（William Hudson,  1919年1月24日 - 1974年4月5日）は、アメリカ合衆国の俳優である。

## 来歴
1919年、カリフォルニア州のギルロイ生まれ。1943年に『ローレンの反撃』で映画デビュー。1940年代は、ノークレジットながら主に戦争を題材とした映画作品の端役として出演してキャリアを構築した。1950年代に入り、クレジットされるようになり、「Bill Hudson」名義で出演した作品もいくつかある。1954年には、NBC制作のスペース・オペラのテレビシリーズ『進め！宇宙パトロール』にはクラーク隊員役で14エピソードに出演したほか、テレビシリーズの分野でも多数の作品へ出演。『妖怪巨大女』や『戦慄!プルトニウム人間』などのSF映画では、主要な役柄で出演している。1960年代以降は主にテレビドラマへの作品が多く、晩年まで精力的にキャリアを重ねた。

### 死去
1974年、1月24日、カリフォルニア州・ロサンゼルスで死去。55歳だった。

## 出演作品

### 映画
- ローレンの反撃 The Cross of Lorraine (1943) ※ノークレジット
- Destination Tokyo (1943) ※ノークレジット
- The Impostor (1944) ※ノークレジット
- Weird Woman (1944) ※ノークレジット
- 攻撃目標ビルマ! Objective, Burma! (1945) ※ノークレジット
- 海兵隊の誇り Pride of the Marines (1945) ※ノークレジット
- The Red Menace (1949) ※ノークレジット
- 機動部隊 Task Force (1949) ※ノークレジット
- 硫黄島の砂 Sands of Iwo Jima (1949) ※ノークレジット
- Father Makes Good (1950) ※ノークレジット
- Hard, Fast and Beautiful (1951)
- 11年目の疑惑 The Steel Trap (1952)
- Trader Tom of the China Seas (1954)
- 紅の翼 The High and the Mighty (1954)
- 銀の盃 The Silver Chalice (1954)
- 戦略空軍命令 Strategic Air Command (1955)
- レイテ沖海空戦／永遠の海原 The Eternal Sea (1955)
- ミスタア・ロバーツ Mister Roberts (1955)
- マッコーネル物語 The McConnell Story (1955)
- 殺し屋は放たれた The Killer Is Loose (1956)
- 灰色の服を着た男 The Man in the Gray Flannel Suit (1956)
- 怪物の女性 海獣の霊を呼ぶ女 The She-Creature (1956)
- 間違えられた男 The Wrong Man (1956)
- 大空の凱歌 Battle Hymn (1957)
- The Man Who Turned to Stone (1957)
- Band of Angels (1957)
- 千の顔を持つ男 Man of a Thousand Faces (1957)
- 襤褸と宝石 My Man Godfrey (1957)
- 戦慄!プルトニウム人間 The Amazing Colossal Man (1957)
- 特攻決死隊 Darby's Rangers (1958)
- 妖怪巨大女 Attack of the 50 Foot Woman (1958)
- 西部の渡り者 The Saga of Hemp Brown (1958)
- 裸者と死者 The Naked and the Dead (1958) ※ノークレジット
- 最後の歓呼 The Last Hurrah (1958)
- ベルズ・アー・リンギング Bells Are Ringing (1960)
- おとぼけ先生 The Great Impostor (1961)
- ムーン・パイロット Moon Pilot (1962)
- ちびっこ天使 My Six Loves (1963)
- その日その時 Moment to Moment (1965)
- オスカー The Oscar (1966)
- The Reluctant Astronaut (1967)
- 大空港 Airport (1970)
- How's Your Love Life? (1971)

### テレビドラマ
- ドラグネット Dragnet (1952)
- Boston Blackie (1953)
- Letter to Loretta (1953)
- Stories of the Century (1954)
- 進め! 宇宙パトロール Rocky Jones, Space Ranger (1954)
- I Led 3 Lives (1954 - 1955)
- Soldiers of Fortune (1955)
- The Man Behind the Badge (1955)
- Dr.クリスチャン Dr. Christian (1956)
- ハイウェイパトロール Highway Patrol (1957)
- サイエンス・フィクション・シアター Science Fiction Theatre (1958)
- ソニー号空飛ぶ冒険 Whirlybirds (1957)
- マチネー・シアター Matinee Theatre (1957)
- 保安官ワイアット・アープ The Life and Legend of Wyatt Earp (1957)
- 影なき男 The Thin Man (1958)
- ザ・ミリオネア The Millionaire (1958)
- サイレント・サービス The Silent Service (1958)
- ハーバー・コマンド Harbor Command (1958)
- シカゴ特捜隊M M Squad (1958, 1959)
- レストレス・ガン The Restless Gun (1959)
- 拳銃街道 Tales of Wells Fargo (1959)
- サンセット77 77 Sunset Strip (1959, 1960)
- 宇宙探検 Men Into Space (1960)
- 拳銃無宿 Wanted: Dead or Alive (1961)
- イレブンス・アワー The Eleventh Hour (1963)
- Arrest and Trial (1963)
- 原子力潜水艦シービュー号 Voyage to the Bottom of the Sea (1964, 1965)
- ミスター・ロバーツ Mister Roberts (1966)
- バットマン Batman (1966)
- FBIアメリカ連邦警察 The F.B.I. (1967)
- 逃亡者 The Fugitive (1967)
- 特捜隊アダム12 Adam-12 (1970)